# 聖善學校
聖善學校（葡萄牙語：Escola Dom João Paulino）為澳門早期成立的學校之一，成立於1911年。現為天主教澳門教區學校之一，設有幼稚園至小學之九年免費教育，並實行小班教學，加強師生互動。

## 學校歷史
1895年，嘉諾撒修女為本地的兒童開設要理識字班，則聖善學校前身。
1911年，修女所辦的識字班已有男女學生共70人，識字班設在嘉模聖母堂側。之後由嘉模聖堂主任司鐸司徒澤雄神父接管校務，取名聖善。澳門土生葡人稱之為Escola Dom João Paulino，意思是鮑理諾主教紀念的學校。
1937年，聖善學校已增設至初小四班，學生約180人。
1938年，教區撥出施督憲正街八十九號至九十一號的樓宇一幢，並改為校舍之用，把學校發展成為一所完全小學。
1968年，校舍遷至嘉模聖母堂及嘉模託兒所旁之一片空地。
1969年，學校交由瑪利亞方濟各修會管理校務。
1984年，瑪利亞方濟各修會因人手不足，教區委任關傑享神父接任校長。
2003年，因應教育暨青年局邀請進行學校綜合評鑑，成為全澳第一所通過學校綜合評鑑的學校。
2009年，教區主教黎鴻昇委派玫瑰道明傳教修女會管理校務，其後修女會調派李秀明修女接任校長一職，於2015年8月退休。
2015年，由吳世華女士接任校長，繼續以「開心、信心、愛心、希望」為辦學願景，發揚基督的仁愛精神，服務他人，與時俱進，開拓創新，與師生共建和諧的校園。

## 校舍環境
- 地下：禮堂、操場、醫療室、圖書館、教務處、行政辦公室、秘書處、校長室

- 一樓：K1A、K1B、K2A、K2B、K3A、幼稚園音樂室

- 二樓：小一甲、小一乙、小二、小三、小四

- 三樓：小五、小六、小學音樂室、電腦室、學生輔導處、教務處

## 歷任校長
| 任數 | 姓名                  | 上任日期   |
| ---- | --------------------- | ---------- |
| 1    | 司徒澤雄神父          | 1911年     |
| 2    | 許叢壽神父            | 1923年     |
| 3    | 萬靈舟神父            | 1928年     |
| 4    | 呂子莊神父            | 1939年     |
| 5    | 顏儼若神父            | 1941年     |
| 6    | 何志仁神父            | 1959年     |
| 7    | 林家駿神父            | 1959年11月 |
| 8    | 李冠章神父            | 1962年4月  |
| 9    | 劉志超神父 楊安道神父 | 1964年     |
| 10   | 田秀芬修女            | 1969年     |
| 11   | 宋秀琴修女            | 1976年     |
| 12   | 鄭金蘭修女            | 1980年     |
| 13   | 劉寶嫦修女            | 1984年2月  |
| 14   | 關傑享神父            | 1984年8月  |
| 15   | 劉哲明神父            | 1985年5月  |
| 16   | 陳寶全神父            | 1991年2月  |
| 17   | 何發全神父            | 1992年4月  |
| 18   | 張觀威先生            | 2000年8月  |
| 19   | 李秀明修女            | 2009年8月  |
| 20   | 吳世華女士(現任)      | 2015年9月  |

## 校歌
|  | 春風吹遍我校園，桃李繽紜競爭研， 朵朵紅，朵朵紅，紅似血， 瓣瓣白，瓣瓣白，白如雪， 維我聖善煌煌比日月，維我聖善榮譽冠濠江 德學全—全不缺，禮義為籬笆， 廉恥是牆闕，天上福，敢爭奪。 |

## 知名校友
- 黎鴻昇：天主教澳門教區榮休主教，畢業於1958年。
- 潘麗虹：2001年獲頒「氹仔傑出市民獎」，畢業於1954年。
- 梁少佳：前澳門海島市市政議會議員、澳門飲食業商會理事、民政總署諮詢委員會委員等，畢業於1956年。
- 潘自強：1976年創立三威塑膠玩具廠，曾任港九塑膠製造商聯合會會長，畢業於1958年。
- 莫德岳：前澳門海島市市政議會議員，畢業於1965年。
- 林鎮國：中國烹飪協會名廚專業委員會副主任、世界中餐名廚交流協會理事長、澳門中小企飲食商會副理事長等，畢業於1967年。
- 黎鴻健：1994年起任澳洲新南威爾斯省太平坤士，著作「氹仔情懷」於2010年12月出版，畢業於1965年。